# Port lotniczy Kawass
Port lotniczy Kawass (ICAO: GUKR) – port lotniczy położony w Port Kamsar. Jest jednym z największych portów lotniczych w Gwinei.